# La Cumbre Jagüey Seco
La Cumbre Jagüey Seco är en ort i Mexiko.   Den ligger i kommunen Metztitlán och delstaten Hidalgo, i den sydöstra delen av landet, 110 km norr om huvudstaden Mexico City. La Cumbre Jagüey Seco ligger 2 368 meter över havet och antalet invånare är 130.
Terrängen runt La Cumbre Jagüey Seco är huvudsakligen kuperad, men åt nordost är den bergig. La Cumbre Jagüey Seco ligger uppe på en höjd. Runt La Cumbre Jagüey Seco är det ganska tätbefolkat, med 185 invånare per kvadratkilometer. Närmaste större samhälle är Actopan, 19,7 km söder om La Cumbre Jagüey Seco. I omgivningarna runt La Cumbre Jagüey Seco växer huvudsakligen savannskog.